# 維利耶
維利耶是瑞士的城鎮，位於該國西部，由納沙泰爾州負責管轄，面積10.59平方公里，海拔高度760米，2011年人口450，一半人口信奉基督教，人口密度每平方公里42人。